# Alexa Held
Alexa Held (ur. 28 grudnia 1999 w Burlington) – polska koszykarka występująca na pozycjach rozgrywającej lub rzucającej, od 2024 zawodniczka 1KS Ślęzy Wrocław.
30 czerwca 2023 dołączyła do 1KS Ślęzy Wrocław.

## Osiągnięcia
Stan na 12 marca 2024, na podstawie, o ile nie zaznaczono inaczej.

### NCAA
- Uczestniczka rozgrywek turnieju NCAA (2019, 2022)
- Mistrzyni:
  - turnieju konferencji Big East (2019, 2020)
  - sezonu zasadniczego Big East (2020)
- Most Outstanding Player (MOP=MVP) turnieju Big East (2020)
- Laureatka nagrody:
  - Big East Scholar-Athlete of the Year (2021)
  - Shirley Becker Academic Award (2019, 2022)
  - Maggie Dixon Captains Award (2022)
- Zaliczona do:
  - I składu:
    - Big East (2021)
    - turnieju Big East (2020)
    - najlepszych debiutantek Big East (2019)
    - Big East All-Academic (2019)
    - Division I ADA-AAA Scholar-Athlete (2021, 2022)
    - CoSIDA Academic All-District (2021)

  - II składu Big East (2022)
  - honorable mention Big East (2020)
- Koszykarka tygodnia konferencji Big East (1 x 2019/2020)
- Najlepsza pierwszoroczna zawodniczka tygodnia konferencji Big East (4 x 2018/2019)

### Indywidualne
- MVP kolejki OBLK (5 – 2023/2024)[3]
- Zaliczona do I składu:
  - sezonu OBLK (2023/2024)[4]
  - kolejki OBLK (5, 7, 8, 13, 14 – 2023/2024)[5][6][7][8][9]